# Bördebahn
| VT 95 als Bördeexpress zwischen Zülpich und Nemmenich |                      |                                                         |                                                         |
| |                      |                                                         |                                                         |
| Streckennummer (DB): | 2585                 |                                                         |                                                         |
| Kursbuchstrecke: | 247f (1946)          |                                                         |                                                         |
| Streckenlänge: | 29,8 km              |                                                         |                                                         |
| Spurweite: | 1435 mm (Normalspur) |                                                         |                                                         |
| Streckenklasse: | CE                   |                                                         |                                                         |
| Maximale Neigung: | 12,5 ‰               |                                                         |                                                         |
| Minimaler Radius: | 400 m                |                                                         |                                                         |
| Streckengeschwindigkeit: | 80 km/h              |                                                         |                                                         |
| |                      |                                                         |                                                         |
| \| \| \| Hauptstrecke von Aachen \| \| \| \| \| Rurtalbahn von Heimbach \| \| \| \| 0,0 \| Düren \| Düren \| \| \| \| Strecke nach Jülich \| \| \| \| \| ehem. Strecke nach Neuss \| \| \| \| \| ehem. Strecke zum DKB-Übergabebahnhof \| \| \| \| \| Schnellfahrstrecke nach Köln \| \| \| \| 0,9 \| Infrastrukturgrenze DB Netz/Rurtalbahn \| Infrastrukturgrenze DB Netz/Rurtalbahn \| \| \| \| ehem. Verbindungskurve von Neuss[1] \| \| \| \| 2,1 \| Distelrath (ehem. Anst Brückenstraße) \| Distelrath (ehem. Anst Brückenstraße) \| \| \| \| ehem. Strecke vom DKB-Übergabebahnhof \| \| \| \| \| ehem. Strecke von Nörvenich, Ringbahn \| \| \| \| \| Betriebshof Distelrath (Bw der Rurtalbahn) \| \| \| \| \| ehem. zum DKB-Stadtnetz \| \| \| \| 2,8 \| Kölner Landstraße (B 264) \| Kölner Landstraße (B 264) \| \| \| \| Distelrath (geplant) \| \| \| \| 5,2 \| Nörvenich-Binsfeld \| Nörvenich-Binsfeld \| \| \| 6,9 \| Nörvenich-Rommelsheim \| Nörvenich-Rommelsheim \| \| \| 7,6 \| Bubenheim 2010–2019 Hp. Bubenheim/Spieleland \| Bubenheim 2010–2019 Hp. Bubenheim/Spieleland \| \| \| 9,1 \| Vettweiß-Jakobwüllesheim \| Vettweiß-Jakobwüllesheim \| \| \| 12,8 \| Vettweiß (ehem. Bf) \| Vettweiß (ehem. Bf) \| \| \| \| Anschl. Zülpicher Industriebahn (CAT Automobillogistik) \| \| \| \| 18,2 \| Zülpich-Kappa (ehem. Bf., jetzt Teil des Bf. Zülpich) \| Zülpich-Kappa (ehem. Bf., jetzt Teil des Bf. Zülpich) \| \| \| \| Anschl. Zülpicher Industriebahn (Kappa) \| \| \| \| \| ehem. Dürener Kreisbahn von Nörvenich \| \| \| \| 19,5 \| Zülpich \| Zülpich \| \| \| \| ehem. Dürener Kreisbahn nach Embken \| \| \| \| \| ehem. Euskirchener Kreisbahnen (Meterspur) \| \| \| \| 21,2 \| Nemmenich \| Nemmenich \| \| \| \| Zülpich-Ülpenich (geplant) \| \| \| \| 23,9 \| Dürscheven (ehem. Bf., Haltepunkt geplant) \| Dürscheven (ehem. Bf., Haltepunkt geplant) \| \| \| \| Bundesautobahn 1 \| \| \| \| 27,3 \| Elsig (Abzw) \| Elsig (Abzw) \| \| \| ca. 26,3 \| Euskirchen-Elsig (geplant) \| Euskirchen-Elsig (geplant) \| \| \| \| Beginn neue Trasse seit 1960 \| \| \| \| \| ehem. Verbindungsstrecke zur Eifelstrecke \| \| \| \| 28,2 \| Infrastrukturgrenze Rurtalbahn/DB Netz \| Infrastrukturgrenze Rurtalbahn/DB Netz \| \| \| 28,5 \| Euskirchen Ingridhütte (Awanst) \| Euskirchen Ingridhütte (Awanst) \| \| \| \| Eifelstrecke von Trier \| \| \| \| \| Euskirchen West (Georgstraße) (geplant) \| \| \| \| \| Ende neue Trasse seit 1960 \| \| \| \| 29,8 \| Euskirchen \| Euskirchen \| \| \| \| Eifelstrecke nach Köln \| \| \| \| \| Voreifelbahn nach Bonn \| \| \| \| \| Erfttalbahn nach Bad Münstereifel \| \| |                      |                                                         |                                                         |
| |                      | Hauptstrecke von Aachen                                 |                                                         |
| Abzweig geradeaus und von rechts |                      | Rurtalbahn von Heimbach                                 | Rurtalbahn von Heimbach                                 |
| Bahnhof mit S-Bahn-Halt | 0,0                  | Düren                                                   | Düren                                                   |
| Abzweig geradeaus und nach links |                      | Strecke nach Jülich                                     | Strecke nach Jülich                                     |
| Abzweig geradeaus und ehemals nach links |                      | ehem. Strecke nach Neuss                                | ehem. Strecke nach Neuss                                |
| Abzweig geradeaus und ehemals nach rechts |                      | ehem. Strecke zum DKB-Übergabebahnhof                   | ehem. Strecke zum DKB-Übergabebahnhof                   |
| Abzweig geradeaus und nach links |                      | Schnellfahrstrecke nach Köln                            | Schnellfahrstrecke nach Köln                            |
| Wechsel des Eisenbahninfrastrukturunternehmens | 0,9                  | Infrastrukturgrenze DB Netz/Rurtalbahn                  | Infrastrukturgrenze DB Netz/Rurtalbahn                  |
| Abzweig geradeaus und ehemals von links |                      | ehem. Verbindungskurve von Neuss                        | ehem. Verbindungskurve von Neuss                        |
| Dienststation / Betriebs- oder Güterbahnhof | 2,1                  | Distelrath (ehem. Anst Brückenstraße)                   | Distelrath (ehem. Anst Brückenstraße)                   |
| Abzweig ehemals geradeaus und von links · Abzweig geradeaus und nach rechts |                      | ehem. Strecke vom DKB-Übergabebahnhof                   | ehem. Strecke vom DKB-Übergabebahnhof                   |
| Abzweig geradeaus und ehemals von links · Kreuzung geradeaus oben (Querstrecke außer Betrieb) |                      | ehem. Strecke von Nörvenich, Ringbahn                   | ehem. Strecke von Nörvenich, Ringbahn                   |
| Betriebsstelle Strecke ab hier außer Betrieb · Strecke |                      | Betriebshof Distelrath (Bw der Rurtalbahn)              | Betriebshof Distelrath (Bw der Rurtalbahn)              |
| Grenze mit U-Bahn (Strecke außer Betrieb) · Strecke |                      | ehem. zum DKB-Stadtnetz                                 | ehem. zum DKB-Stadtnetz                                 |
| U-Bahn-Strecke nach rechts (außer Betrieb) · Bahnübergang | 2,8                  | Kölner Landstraße (B 264)                               | Kölner Landstraße (B 264)                               |
| ehemaliger Haltepunkt / Haltestelle |                      | Distelrath (geplant)                                    | Distelrath (geplant)                                    |
| Haltepunkt / Haltestelle | 5,2                  | Nörvenich-Binsfeld                                      | Nörvenich-Binsfeld                                      |
| Haltepunkt / Haltestelle | 6,9                  | Nörvenich-Rommelsheim                                   | Nörvenich-Rommelsheim                                   |
| ehemaliger Bahnhof | 7,6                  | Bubenheim 2010–2019 Hp. Bubenheim/Spieleland            | Bubenheim 2010–2019 Hp. Bubenheim/Spieleland            |
| Haltepunkt / Haltestelle | 9,1                  | Vettweiß-Jakobwüllesheim                                | Vettweiß-Jakobwüllesheim                                |
| Haltepunkt / Haltestelle | 12,8                 | Vettweiß (ehem. Bf)                                     | Vettweiß (ehem. Bf)                                     |
| Abzweig geradeaus und von rechts |                      | Anschl. Zülpicher Industriebahn (CAT Automobillogistik) | Anschl. Zülpicher Industriebahn (CAT Automobillogistik) |
| Blockstelle | 18,2                 | Zülpich-Kappa (ehem. Bf., jetzt Teil des Bf. Zülpich)   | Zülpich-Kappa (ehem. Bf., jetzt Teil des Bf. Zülpich)   |
| Abzweig geradeaus und nach rechts |                      | Anschl. Zülpicher Industriebahn (Kappa)                 | Anschl. Zülpicher Industriebahn (Kappa)                 |
| Strecke · Strecke von links (außer Betrieb) |                      | ehem. Dürener Kreisbahn von Nörvenich                   | ehem. Dürener Kreisbahn von Nörvenich                   |
| Bahnhof · Bahnhof (Strecke außer Betrieb) | 19,5                 | Zülpich                                                 | Zülpich                                                 |
| Kreuzung geradeaus unten (Querstrecke außer Betrieb) · Strecke nach rechts (außer Betrieb) |                      | ehem. Dürener Kreisbahn nach Embken                     | ehem. Dürener Kreisbahn nach Embken                     |
| Kreuzung geradeaus unten (Querstrecke außer Betrieb) |                      | ehem. Euskirchener Kreisbahnen (Meterspur)              | ehem. Euskirchener Kreisbahnen (Meterspur)              |
| Haltepunkt / Haltestelle | 21,2                 | Nemmenich                                               | Nemmenich                                               |
| ehemaliger Haltepunkt / Haltestelle |                      | Zülpich-Ülpenich (geplant)                              | Zülpich-Ülpenich (geplant)                              |
| ehemaliger Bahnhof | 23,9                 | Dürscheven (ehem. Bf., Haltepunkt geplant)              | Dürscheven (ehem. Bf., Haltepunkt geplant)              |
| Strecke mit Straßenbrücke |                      | Bundesautobahn 1                                        | Bundesautobahn 1                                        |
| ehemalige Blockstelle | 27,3                 | Elsig (Abzw)                                            | Elsig (Abzw)                                            |
| ehemaliger Haltepunkt / Haltestelle | ca. 26,3             | Euskirchen-Elsig (geplant)                              | Euskirchen-Elsig (geplant)                              |
| Verschwenkung von links · Verschwenkung von rechts (Strecke außer Betrieb) |                      | Beginn neue Trasse seit 1960                            | Beginn neue Trasse seit 1960                            |
| Abzweig geradeaus und ehemals nach rechts · Strecke (außer Betrieb) |                      | ehem. Verbindungsstrecke zur Eifelstrecke               | ehem. Verbindungsstrecke zur Eifelstrecke               |
| Wechsel des Eisenbahninfrastrukturunternehmens · Strecke (außer Betrieb) | 28,2                 | Infrastrukturgrenze Rurtalbahn/DB Netz                  | Infrastrukturgrenze Rurtalbahn/DB Netz                  |
| ehemalige Blockstelle · Strecke (außer Betrieb) | 28,5                 | Euskirchen Ingridhütte (Awanst)                         | Euskirchen Ingridhütte (Awanst)                         |
| Abzweig geradeaus und von rechts · Strecke (außer Betrieb) |                      | Eifelstrecke von Trier                                  | Eifelstrecke von Trier                                  |
| ehemaliger Haltepunkt / Haltestelle · Strecke (außer Betrieb) |                      | Euskirchen West (Georgstraße) (geplant)                 | Euskirchen West (Georgstraße) (geplant)                 |
| Verschwenkung nach links · Verschwenkung nach rechts (Strecke außer Betrieb) |                      | Ende neue Trasse seit 1960                              | Ende neue Trasse seit 1960                              |
| Bahnhof mit S-Bahn-Halt | 29,8                 | Euskirchen                                              | Euskirchen                                              |
| Abzweig geradeaus und nach links |                      | Eifelstrecke nach Köln                                  | Eifelstrecke nach Köln                                  |
| |                      | Voreifelbahn nach Bonn                                  |                                                         |
| |                      | Erfttalbahn nach Bad Münstereifel                       |                                                         |

Die Bördebahn ist eine eingleisige (früher zweigleisige), nicht elektrifizierte Nebenbahn (früher Hauptbahn) im Rheinland, die von Düren über Zülpich nach Euskirchen führt. Der Name leitet sich von der Zülpicher Börde ab. Bis zur Wiederaufnahme des täglichen Personenverkehrs am 15. Dezember 2019 hatte die Strecke zuletzt vor allem Bedeutung für den Güterverkehr. Die auf dieser Strecke unter der Bezeichnung Eifel-Bördebahn verkehrende Regionalbahn-Linie RB 28 bot bis Januar 2023 täglich mindestens sieben Fahrtenpaare. Die für Dezember 2022 vorgesehene Verbesserung des Angebots auf einen Stundentakt an allen Tagen der Woche wurde mit Wirkung ab 8. Januar 2023 umgesetzt.

## Geschichte

### Bau und Erstinbetriebnahme
Die Rheinische Eisenbahn-Gesellschaft erhielt am 5. März 1856 die Konzession für Bau und Betrieb der Vollbahnstrecke Düren – Schleiden. Diese Strecke wurde von der Hüttenindustrie in der Eifel gefordert, um Erze absetzen und Steinkohle aus dem Inderevier und Wurmrevier heranschaffen zu können. Am 6. Oktober 1864 wurde die Bördebahn Düren – Euskirchen eingeweiht. Die Dampflokomotive Roer zog sieben Personenwagen von Euskirchen nach Düren.
1871 wurde der Abschnitt der Eifelstrecke von Euskirchen nach Kall eröffnet. Die weiter gebaute Eifelstrecke verlief dann aber am ursprünglich anvisierten Schleiden vorbei. 1875 wurde der Streckenabschnitt Kalscheuren – Euskirchen fertig gestellt. 1880 folgte die Inbetriebnahme der Strecke Euskirchen – Bonn parallel zur Verstaatlichung der Rheinischen Eisenbahn-Gesellschaft durch das Königreich Preußen.
Das damalige Verkehrsaufkommen spiegelt sich in der Zahl der im Jahr 1905 verkauften Fahrkarten wider:
- Bubenheim 21.226 Karten,
- Vettweiß 37.883 Karten,
- Zülpich 60.532 Karten und
- Dürscheven 22.170 Karten.

Im Rahmen des Aufmarschplans West wurde bis 1913 auch die Bördebahn für die Ausladung der Truppe ertüchtigt. So wurde u. a. der Bahnhof Vettweiß auf acht Gleise erweitert und auch hier eine Laderampe zum Ausladen der Trainkolonnen und des schweren Gerätes gebaut. Für die Ausladung der fechtenden Truppe auf freier Strecke wurden die Ausladestellen mit Makadamstraßen an das Straßennetz angeschlossen. Beim Aufmarsch für den Vorstoß durch Belgien wurde das X. Reservekorps Mitte August 1914 im Raum Vettweiß – Zülpich ausgeladen.
In den 1920er-Jahren baute die französische Besatzung die Strecke zweigleisig aus, 1955 begann der Rückbau: Zwischen Bubenheim und Dürscheven wurde das zweite Gleis wieder entfernt. Damals verkehrten täglich nur noch je 18 Züge pro Richtung. 1964 kam die Idee auf, die Verbindung Düren – Euskirchen – Bonn zu elektrifizieren, um eine elektrisch befahrbare Umgehung des Großknotens Köln zu erhalten, dies wurde jedoch nie verwirklicht.

### Streckenstilllegung
Aus betriebswirtschaftlichen Gründen wurde die Verbindung Düren – Bonn Hbf zum 27. Mai 1979 in die Linien Düren – Euskirchen und Euskirchen – Bonn Hbf geteilt. Gleichzeitig wurde die Strecke Düren – Euskirchen in eine Nebenbahn umgewandelt und der Zugleitbetrieb eingeführt. Der fahrplanmäßige Reisezugverkehr der Deutschen Bundesbahn wurde am 27. Mai 1983 mit dem Nahverkehrszug 7844 Euskirchen – Düren eingestellt. Erstmals seit Jahren rollte am 6. Juli 1997 wieder ein Sonderreisezug von Düren nach Euskirchen. Doch 1998 wurde der Abschnitt Distelrath – Zülpich stillgelegt.

### Reaktivierung
Am 19. Dezember 2002 kaufte die Dürener Kreisbahn von der Deutschen Bahn die 310.000 Quadratmeter große Gleisanlage von Düren bis Zülpich zum Preis von rund 860.000 Euro.
Die Rurtalbahn GmbH ist seit ihrer Gründung 2003 der Betreiber des Streckenabschnitts zwischen Düren und dem Industriegleisanschluss der Firma Smurfit Kappa Zülpich Papier im Bahnhof Zülpich-Kappa. Mehrmals wöchentlich werden von Düren aus Kokszüge zur Firma Kappa gefahren.
Vorübergehend fand in der Folge Personenverkehr an Sonn- und Feiertagen in den Sommermonaten bis einschließlich Oktober statt. Es bestand hierbei eine Verbindung zwischen Düren und Euskirchen im Drei-Stunden-Takt mit modernen RegioSprintern der Rurtalbahn; geplant waren auch Fahrten in historischen Triebwagen. Zielsetzung der Sonntagsfahrten war nicht der Betrieb einer Museumsbahn, sondern die Reaktivierung für den SPNV. Diese Fahrten waren Sonderfahrten der IG Rurtalbahn und nicht in den AVV- oder VRS-Tarif eingegliedert, sie waren jedoch der Grundstein der heutigen Eifel-Bördebahn.
Der Streckenabschnitt Zülpich – Euskirchen stand weiterhin zum Verkauf. Die Streckenstilllegung stand nicht mehr zur Disposition, weil der Entlastungscharakter der Voreifelbahn und Bördebahn im Güterverkehr für die Strecke Bonn – Köln – Aachen erkannt und ein Trassensicherungsvertrag geschlossen wurde.
Im September 2006 erlebte die Strecke eine kurze Belebung. Mit einem Schulsonderzug ab Zülpich, der mit einer Fahrt über Düren bereitgestellt wurde, erfolgte ein Transport von annähernd 1000 Personen mit einem Zug von beachtlicher Länge. Von Gleis 2 des Bahnhofs Zülpich startete das ortsansässige Gymnasium zu einer Sonderfahrt Zülpich – St. Goar und zurück. Gezogen wurde der Zug von Diesellokomotiven der Baureihe 218 in Doppeltraktion.

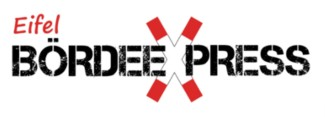
Logo Bördeexpress

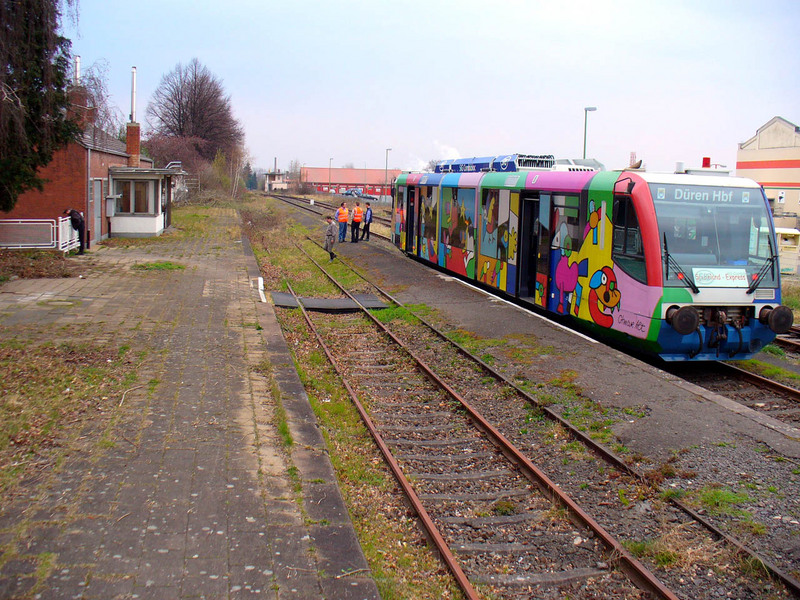
Bördeexpress im Bahnhof Zülpich (2007)

Im Jahr 2007 fanden nach erneuter Stilllegungsankündigung von DB Netz für den Streckenabschnitt Zülpich – Euskirchen wieder Sonderfahrten auf der Gesamtstrecke statt. Der Arbeitskreis Bördebahn-IG Rurtalbahn konnte wie geplant alle touristischen Sonderfahrten durchführen. Erstmals seit über 20 Jahren verkehrte am 3. Oktober 2007 wieder ein durchgehender Zug der Relation Düren – Zülpich – Euskirchen – Bonn Hbf und zurück, der zwischen Euskirchen und Bonn Hbf als Durchlaufzug ohne Zwischenhalte verkehrte. Am 1. und 15. Dezember 2007 wurde die durchgehende Verbindung Euskirchen – Zülpich – Düren – Aachen Hbf angeboten.
Im Dezember 2007 erhielt die Gesamtstrecke die neue Kursbuchnummer 12474. Nach 2007 erfolgte der Eintrag im Kursbuch und die Wiedereinzeichnung der Strecke in der Streckenkarte zum Kursbuch. Im Juni 2008 gründete sich der Trägerverein Bürgerbahn. Mithilfe der Anliegerkommunen, des Landes Nordrhein-Westfalen, der Verkehrsbetriebe und der ehrenamtlichen Helfer erfolgt der Fahrbetrieb des Bördeexpress nach den Prinzipien eines Bürgerbusses (Bürgerbahn).
Für den 30. und 31. August 2008 konnte der Arbeitskreis Bördebahn-IG Rurtalbahn e. V. zusammen mit der Stadt Zülpich als Besteller eine Reaktivierung der Bahnstrecke für zwei Tage erreichen. An beiden Tagen fuhren Züge im Stundentakt nach Euskirchen und im Zwei-Stunden-Takt nach Düren – sonntags zweimal als Eilzug bis Aachen Hauptbahnhof. Im Rahmen der EuRegionale 2008 wurde so ein Vorzeigebetrieb für eine mögliche Reaktivierung zur Landesgartenschau 2014 ermöglicht.
Im Jahr 2010 verkehrten die Triebwagen des Bördeexpress (Typ RegioSprinter) alle 14 Tage, an Sonntagen im Vier-Stunden-Takt zwischen Düren und Euskirchen. Seit dem Fahrplanjahr 2011 wird an jedem Sonntag in den Sommersaison (Mai bis Oktober) gefahren, weiterhin im Vier-Stunden-Takt. Diese Fahrten konnten auch mit Tickets des AVV und des VRS genutzt werden. Fahrräder und Hunde wurden kostenlos befördert. Seit Dezember 2011 ist der Bördeexpress daher auch im VRS-Schienennetzplan aufgeführt.
Ein Gutachten aus dem Jahr 2011 kam zu dem Ergebnis, dass bei einem stündlichen Nahverkehrsangebot mit zwei Dieseltriebzügen und einer Herrichtung der Infrastruktur etwa 5.000 Fahrgäste täglich auf der Linie zu erwarten wären. 75 % der zu erwartenden Fahrgäste nutzen dabei bereits das bestehende Busangebot. Die einmaligen Investitionskosten für die Ertüchtigung der Infrastruktur wurden auf knapp 19 Millionen Euro geschätzt. Die jährlichen Betriebskosten wurden auf 4,3 Millionen Euro geschätzt, wovon fast 40 % aus den Fahrgelderlösen gedeckt würden. Trotz der hohen zu erwartenden Nachfragezahlen sah der Zweckverband Nahverkehr Rheinland (NVR) zu der Zeit keinen finanziellen Spielraum, um die jährlichen Betriebskosten tragen zu können.
Der Haltepunkt Nemmenich wurde durch DB Station&Service im Mai 2012 stillgelegt und konnte danach nicht mehr vom Bördeexpress bedient werden. Dieser Haltepunkt wurde durch die Bürgervereine technisch erneuert und unter Betriebsführung der Stadt Zülpich im Juli 2013 wiedereröffnet.

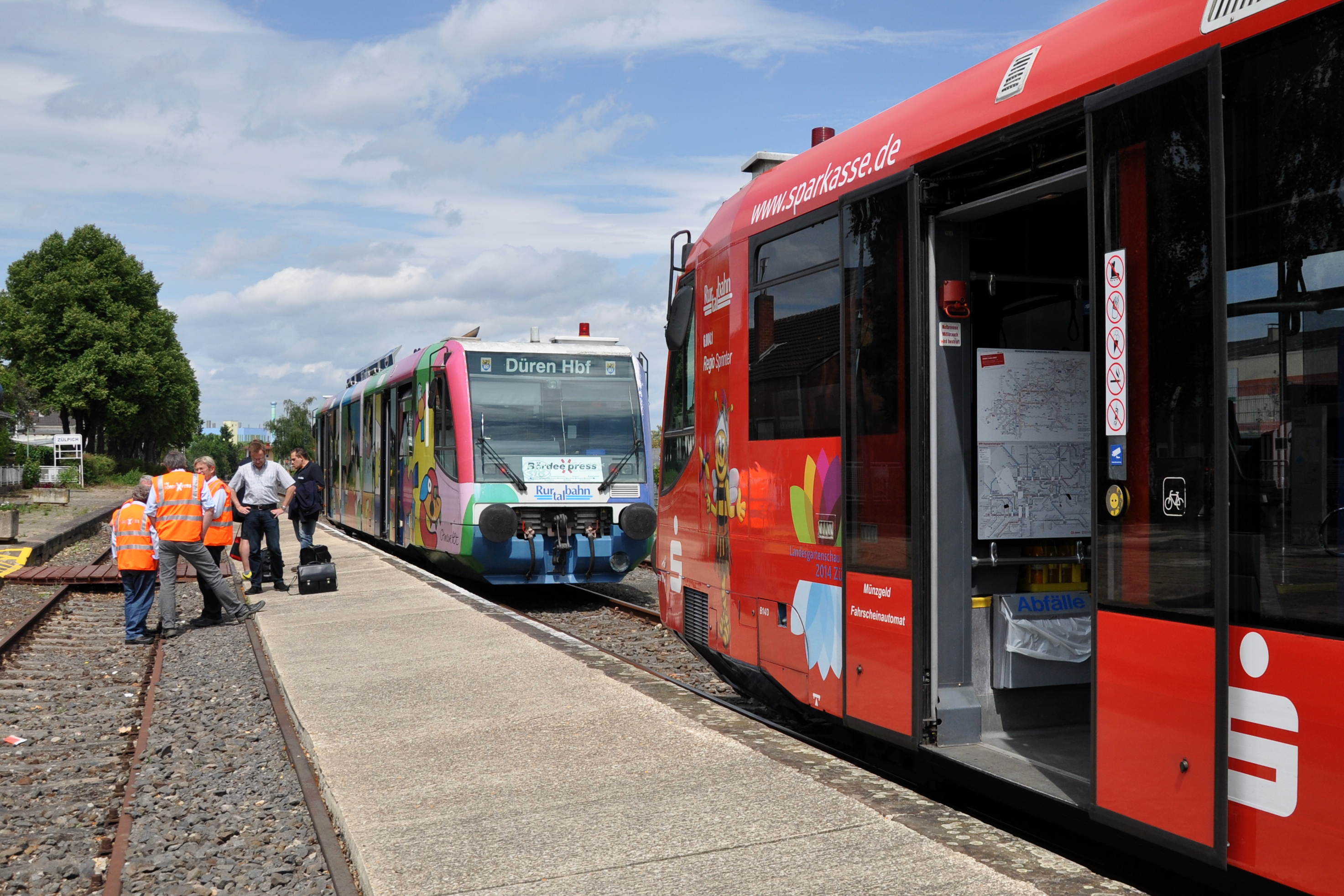
Zusätzliche Züge zur Landesgartenschau Zülpich 2014

Zur Landesgartenschau 2014 verkehrte der Eifel-Börde-Express zwischen Zülpich und Euskirchen an allen Sonn- und Feiertagen im Veranstaltungszeitraum vom 16. April bis 12. Oktober im Stundentakt. Das gegenüber den Vorjahren erweiterte Fahrplanangebot wurde von über 10.000 Fahrgästen genutzt.
Der Bördeexpress verkehrte seit Ostern 2015 bis zum Jahresende im Drei-Stunden-Takt zwischen Euskirchen und Düren. Die Fahrzeit betrug etwa eine Stunde. Anerkannt wurden NRW-, VRS- und Euregiotickets, sowie für den Abschnitt Düren – Vettweiß AVV-Tickets. Fahrräder wurden kostenlos befördert. Zum Einsatz kommen RegioSprinter in einer reinen Zweite-Klasse-Konfiguration. Bis 2015 gab es auch noch einen eigenen Haustarif.
Die Betreiber bemerkten, dass die Strecke auch sehr stark von regulären Fahrgästen in Anspruch genommen wurde. Dadurch, dass die Fahrten in die Fahrplanauskunftsysteme integriert und mit regulären Verbundtickets nutzbar waren, konnten z. B. Reisende aus Aachen in die Eifel den teureren Umweg über den stark ausgelasteten Knoten Köln vermeiden.

#### Startbetrieb
Seit 13. Dezember 2015 wird die Linie als RB 28 Eifel-Bördebahn bezeichnet und ist ein offizieller, durch den Zweckverband go.Rheinland bestellter Verkehr. Er wich als erster großer Schritt zur Reaktivierung vom ursprünglichen mehr touristischen Konzept der Bürgervereine ab und wurde als Startbetrieb bezeichnet.
Im Jahr 2017 beschloss die Verbandsversammlung des Zweckverbandes NVR einstimmig neben anderen Projekten im Kreis Düren auch einen Zuschuss zum Ausbau der Bördebahn. Darin enthalten war eine Modernisierung der Stationen Binsfeld, Rommelsheim, Jakobwüllesheim und Vettweiß.
Zum Jahresbeginn 2018 stellten die ehrenamtlichen Helfer der IG Rurtalbahn ihre Unterstützung ein, weil Mitarbeiter der Rurtalbahn GmbH den Betrieb fortführten. Vom 16. November 2017 bis zum 16. Februar 2018 hatte DB Netz den Streckenabschnitt zwischen Euskirchen und Zülpich ohne die Bahnhöfe erneut zum Verkauf ausgeschrieben. Am 23. April 2018 kaufte die Beteiligungsgesellschaft des Kreises Düren den Streckenabschnitt Zülpich – Euskirchen zusammen mit dem nördlichen Bereich des Bahnhofs Düren. Zum Ersten des darauffolgenden Monats ging dieser Eisenbahninfrastrukturabschnitt in den Besitz der Rurtalbahn GmbH über.
Bereits im Startbetrieb waren Mittel für die Ertüchtigung der Bahnübergänge durch technische Sicherungen, erneuernden Gleisbau und die Ertüchtigung der Haltepunkte entlang der Strecke in Höhe von 4,9 Millionen Euro durch den NVR zugesagt. Im März 2018 gab der NVR bekannt, dass der geplante Termin für die anschließende Fahrplanausweitung im Vorlaufbetrieb zum Fahrplanwechsel im Dezember 2018 nicht zu halten sei. Grund dafür sei, dass ein notwendiges elektronisches Stellwerk in Distelrath erst im Mai 2019 fertiggestellt werde und die Abstimmung mit DB Netz zur Einbindung in den Bahnhof Düren erforderlich sei. Außerdem war für die Betriebsstufe die technische Sicherung eines Bahnüberganges in Euskirchen-Elsig erforderlich, für deren Installation ein Planfeststellungsverfahren durchlaufen werden musste. Ein Planfeststellungsverfahren konnte nach der Einleitung des Stilllegungsverfahrens für den Abschnitt Zülpich – Euskirchen erst eingeleitet werden, wenn eine Betriebsgenehmigung vorlag.
Ein Regio-Shuttle der Rurtalbahn pendelte ganzjährig an Wochenenden und Feiertagen viermal auf der Strecke. Fahrkarten des VRS-Tarifs, des AVV-Tarifs sowie Tickets des NRW-Tarifs wurden anerkannt.

#### Vorlaufbetrieb
Nach dem Startbetrieb sollte ursprünglich zum Fahrplanwechsel im Dezember 2018 der Vorlaufbetrieb beginnen, der zusätzlich an Werktagen drei Fahrten pro Richtung vorsieht. Der Termin wurde aber dann noch um ein Jahr auf den Fahrplanwechsel im Dezember 2019 verschoben. Am 15. Dezember 2019 begann der Betrieb mit an Wochentagen sechs Fahrten im Zwei-Stunden-Takt mit einer Taktlücke am Vormittag und am Wochenende vier Fahrten im Drei-Stunden-Takt. In der Zeit des Vorlaufbetriebs sollten die bestehenden Buslinien besser mit der Bahn verzahnt werden und die momentan parallel zur Bördebahn verkehrenden Linien 98 und SB98 teilweise auf die Bahn verlagert werden. Durch Ausbaumaßnahmen sollte die Fahrzeit von anfangs rund einer Stunde im Endausbau auf circa 35 Minuten reduziert werden.
Zum Fahrplanwechsel am 13. Dezember 2020 wurde die Taktlücke am Vormittag geschlossen, und die Züge der RB 28 verkehrten zwischen Düren und Euskirchen wochentags durchgehend alle zwei Stunden. An Wochenenden und Feiertagen blieb es beim Drei-Stunden-Takt. Die Fahrzeit konnte durch Verbesserungen an der Infrastruktur auf 46 Minuten verkürzt werden.
Zum Fahrplanwechsel am 12. Dezember 2021 wurde der Fahrplan auch an Wochenenden und Feiertagen auf einen Zweistundentakt ausgeweitet. Zudem erfolgte eine Angebotserweiterung in den Früh- und Abendverkehren und am Wochenende.

#### Vollbetrieb

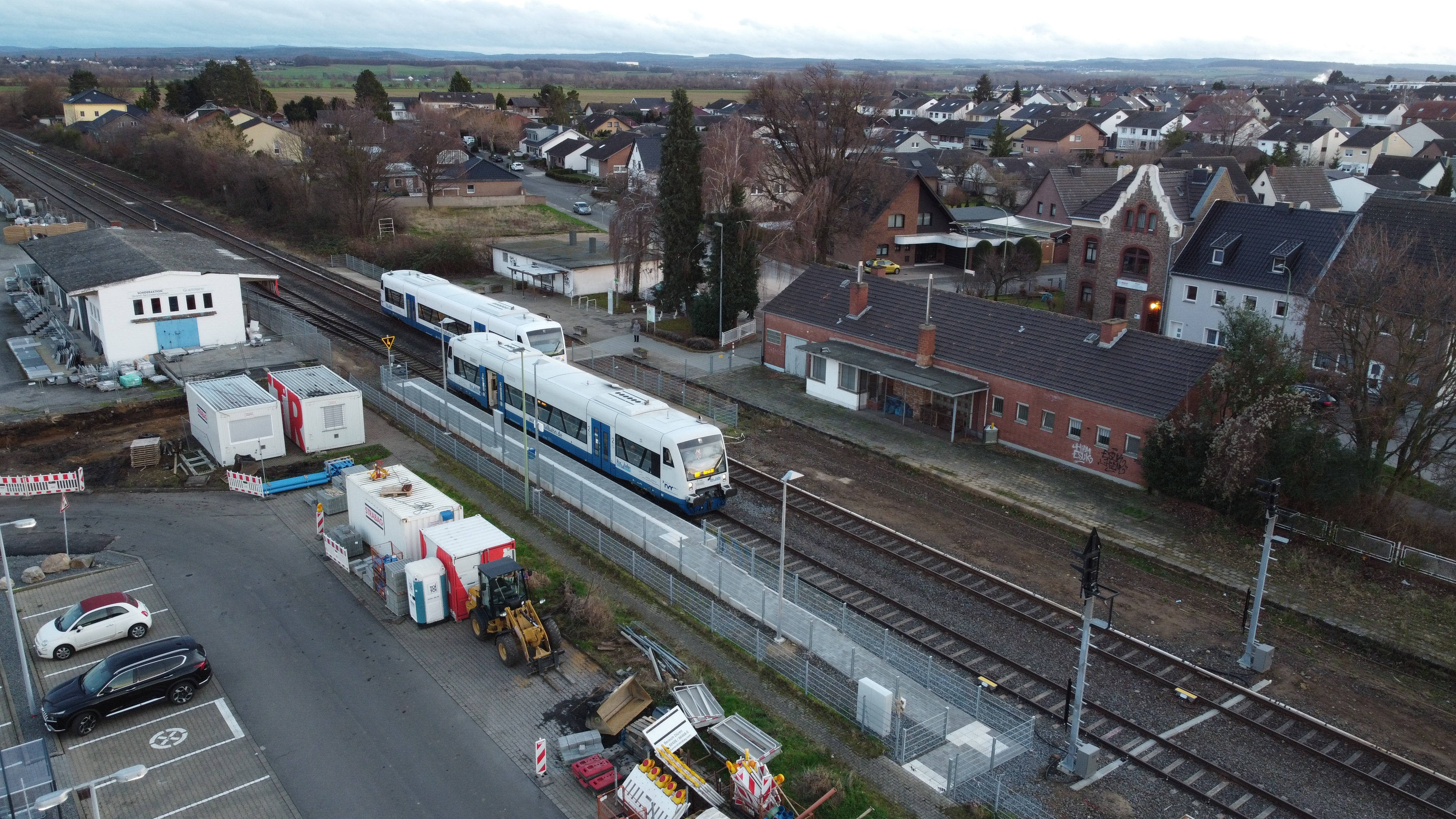
Begegnung zweier Züge im Bahnhof Zülpich am ersten Tag des Stundentakts (8. Januar 2023)

Die letzte Stufe der geplanten Reaktivierung ist der sogenannte Vollbetrieb, der nach dem vollständigen Ausbau der Strecke beginnen sollte. Dabei ist ein durchgehender Stundentakt realisiert, allerdings verzögerte sich dessen Einführung aufgrund von Problemen bei der Stellwerkstechnik. In den Elektronischen Stellwerken in Euskirchen der DB Netz und in Zülpich der Rurtalbahn mussten Telekommunikationsanlagen ausgetauscht werden, so dass statt dem ursprünglich geplanten Termin im Dezember 2021 nach Plänen des Landes Nordrhein-Westfalen (spätestens) der Fahrplanwechsel am 10. Dezember 2022 anvisiert wurde. Kurz vor Fahrplanwechsel wurde eine Verschiebung um eine Woche auf den 17. Dezember 2022 angekündigt. Wegen unerwarteter Softwareprobleme im Stellwerk Euskirchen wurde die Einführung des Stundentakts jedoch – zunächst ohne neuen Zieltermin – nochmals verschoben und schließlich am 8. Januar 2023 realisiert. Bei einer Gesamtfahrzeit von nunmehr nur noch 39 Minuten begegnen sich die stündlichen Züge nun im Bahnhof Zülpich, der hierfür im Laufe des Jahres 2022 einen zweiten Bahnsteig und zusätzliche Ausfahrsignale erhielt.
Das Bahnangebot soll indes nicht nur zeitlich, sondern auch räumlich verdichtet werden. So sollen weitere teilweise während oder zum Beginn des Vorlaufbetriebs noch neu zu bauende Haltepunkte in Distelrath, Zülpich-Ülpenich, Zülpich-Dürscheven, Euskirchen-Elsig, sowie Euskirchen West an der Georgstraße und evtl. auch in Euskirchen an der Kommerner Straße entstehen. Im Bahnhof Euskirchen wurde im Rahmen dieser Betriebsstufe an Gleis 46 ein neuer, 55 cm hoher und 120 Meter langer Bahnsteig reaktiviert und barrierefrei ausgebaut. Der Bahnsteig wurde durch die DB Station & Service bis April 2021 errichtet und anschließend von der Rurtalbahn gepachtet. Die Inbetriebnahme folgte mit einmonatiger Verspätung zum 12. Juli 2021, ursprünglich geplant war der 13. Juni 2021. Durch diese Maßnahme muss die Bördebahn im Regelbetrieb nicht mehr die beiden Gleise der Strecke nach Trier kreuzen und konnte vollständig vom übrigen Betrieb im Bahnhof Euskirchen entkoppelt werden. Das Gesamtinvestitionsvolumen beträgt 15,5 Millionen Euro.

### Weitere Planungen

#### Deutschlandtakt
Der Entwurf zum Deutschlandtakt sieht vor, die Bördebahn zur Minute 15/45 in den Knoten Düren und zur Minute 00 in den Knoten Euskirchen einzubinden. Dafür ist eine Fahrzeit von etwa 35 Minuten und eine neue Kreuzungsstelle bei Rommelsheim (im Deutschlandtaktentwurf fälschlicherweise als Bubenheim bezeichnet) nötig. Die Planungsleistung für den Ausbau des Haltepunktes Rommelsheim zum Kreuzungsbahnhof wurde in das Landesförderprogramm zur Bildung eines Planungsvorrates aufgenommen.

#### Ausbau
Der Zweckverband go.Rheinland plant zudem eine Durchbindung der von Aachen kommenden und derzeit in Düren endenden RB 20 nach Euskirchen. Dazu soll die Bördebahn im Zeitraum 2028 bis 2030 durchgehend elektrifiziert werden.

## Streckenbeschreibung
Die Strecke verläuft durch flaches, dünn besiedeltes und landwirtschaftlich geprägtes Land der Jülich-Zülpicher Börde. Nennenswerte Kunstbauten sind daher nicht vorhanden. Empfangsgebäude gibt es in den (ehemaligen) Unterwegshalten Vettweiß, Zülpich, Dürscheven und Euskirchen.

### Bahnhof Düren

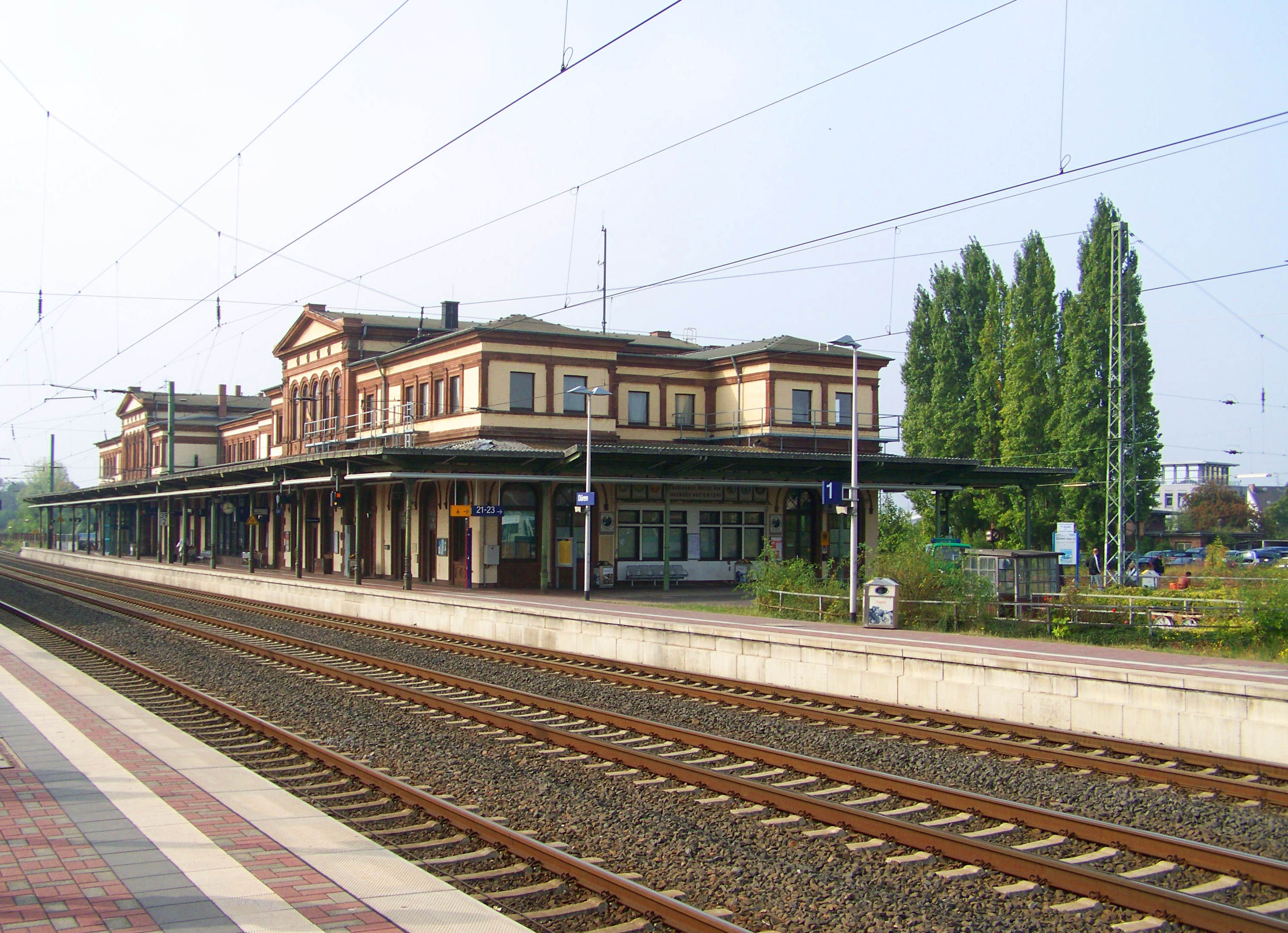
Der Bahnhof Düren, Ausgangspunkt der Strecke

Über die Bahnstrecke Aachen – Düren – Köln ist Düren mit seinem Inselbahnhof seit dem 6. September 1841 an das Eisenbahnnetz angeschlossen. Am Dürener Bahnhof sind mehrere Bahnstrecken verknüpft: Hier bestehen Anschlüsse zur Strecke Aachen – Köln, sowie zur Rurtalbahn (RB 21) zwischen dem Dürener Bahnhof und Linnich beziehungsweise Heimbach. Ferner wird die Bördebahn in Richtung Euskirchen regelmäßig im Personenverkehr befahren und im Güterverkehr bis Zülpich. Vom benachbarten Abzweig am Bahnhof Düren verläuft die Zufahrt zur Werkstatt der Rurtalbahn in Distelrath.
Auf der Nordseite des Bahnhofes stehen der Rurtalbahn einige Gütergleise zur Verfügung. Von dieser wird der gesamte Güterverkehr im Dürener Bahnhof abgewickelt. Der Inselbahnhof Düren ist der Streckenbeginn der Bördebahn. Bis zur Betriebseinstellung der Bördebahn 1983 fuhr der Zug in der Regel von Gleis 17 ab.

### Bahnhof Distelrath

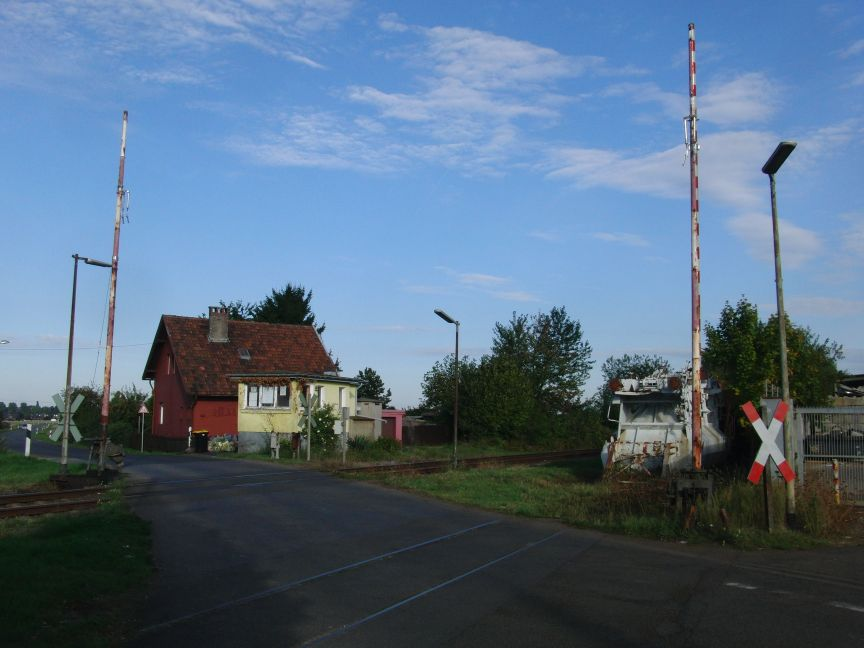
Bahnübergang Brückenstraße der Bördebahn mit Posten 1, im Vordergrund das Gleis der ehemaligen Strecke von Düren nach Distelrath

An der 1997 eingerichteten Anschlussstelle Brückenstraße zweigt bei Streckenkilometer 1,9 das Verbindungsgleis zum Bahnhof Distelrath der Rurtalbahn ab. Dort befindet sich neben der Betriebs- und Hauptwerkstatt auch der Bus-Betriebshof der Rurtalbus GmbH.
In direkter Nähe der Anschlussstelle lag bei Streckenkilometer 1,8 die Blockstelle Posten 1. Zwischenzeitlich wurde diese als Versammlungsort der IG Rurtalbahn benutzt, bis 2007 das Stellwerk in Zülpich bezogen wurde.
Mit der Inbetriebnahme des ESTW Distelrath wurde die Betriebsstelle in einen Bahnhof umgewandelt.
Distelrath selbst hatte nie einen eigenen Haltepunkt an der Bördebahn, soll aber in Zukunft einen erhalten.

### Haltepunkt Binsfeld

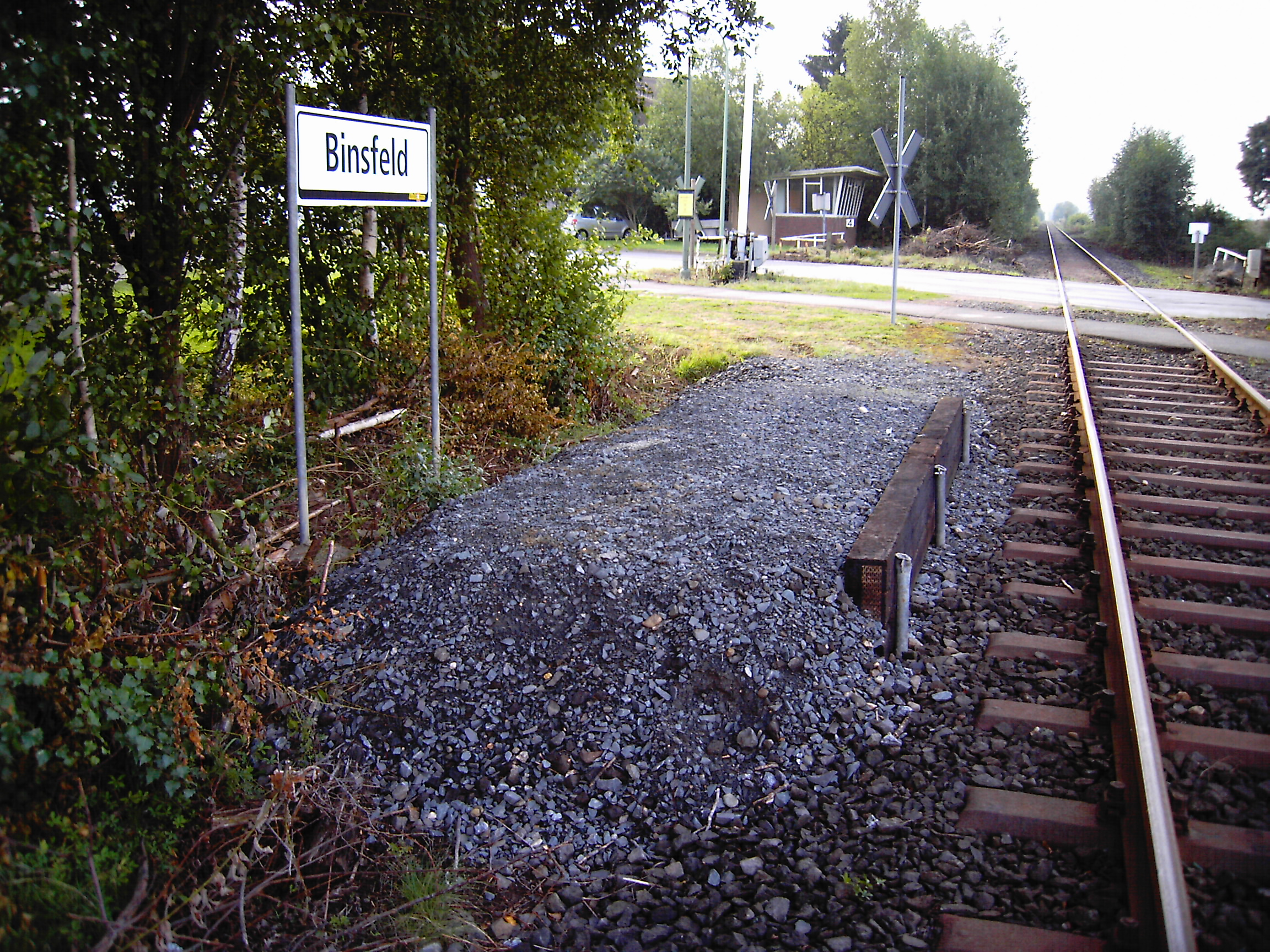
Provisorischer Haltepunkt Binsfeld mit Schrankenposten im Hintergrund, 2006

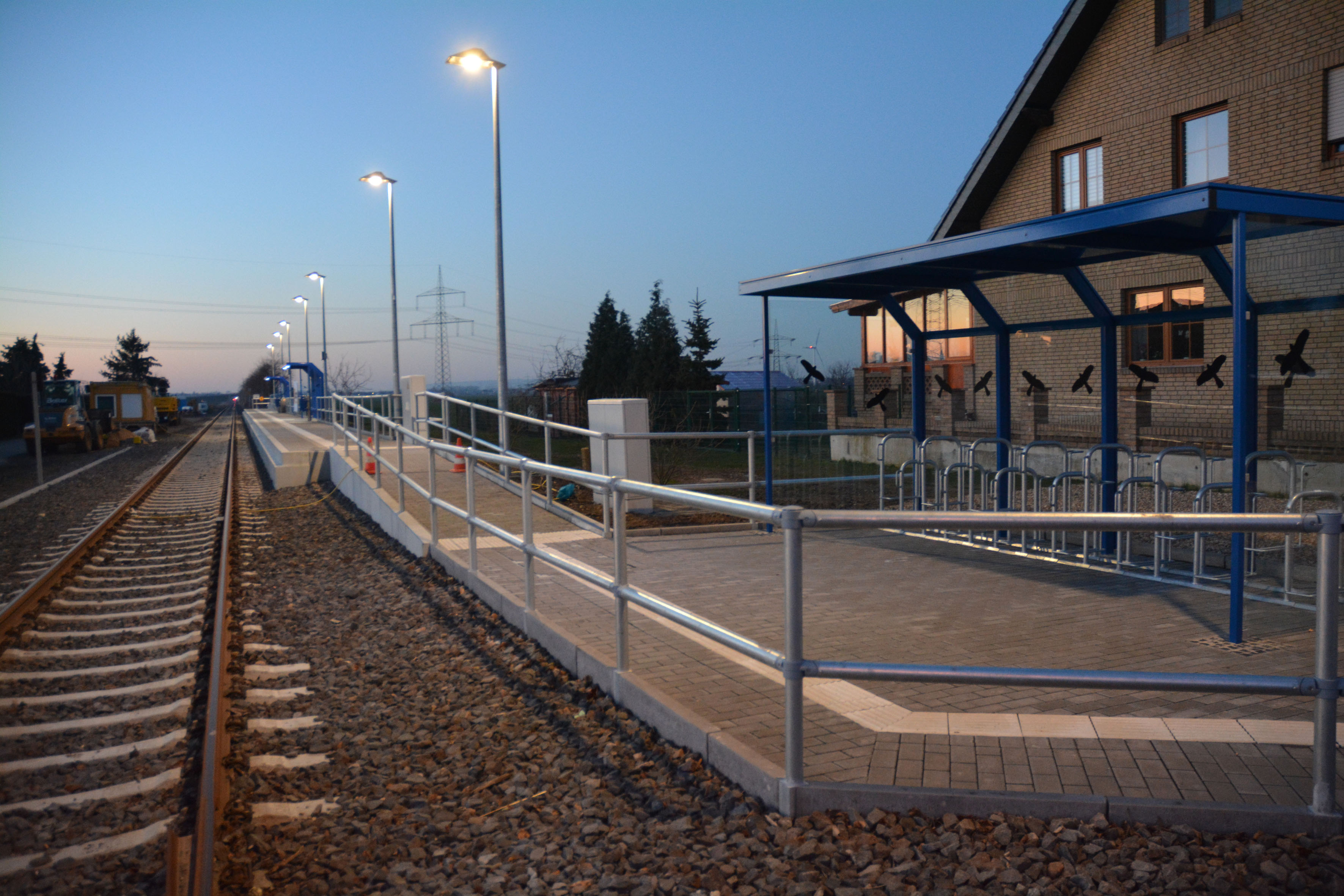
Der neue Haltepunkt Binsfeld 2019

Die Bördebahn verläuft am Ortsrand von Binsfeld. Seit dem 30. Juli 2006 hat Binsfeld zum ersten Mal in seiner Geschichte einen Haltepunkt an der Bahnlinie bekommen. Er liegt am Streckenkilometer 5,3, wurde von der IG Rurtalbahn beantragt und anschließend gebaut. Der Haltepunkt war improvisiert und daher sehr einfach gehalten. Es handelte sich um einen aufgeschütteten Basalthaufen mit einem Brett als Bahnsteigkante und einem Schild mit der Aufschrift Binsfeld ohne eigenen Unterstand. In direkter Nachbarschaft befindet sich ein ehemaliger Schrankenposten. Für den Vorlaufbetrieb ab Dezember 2019 wurde im Rahmen der Reaktivierung der Strecke ein neuer Bahnsteig gebaut.

### Haltepunkt Rommelsheim
Der neu errichtete Haltepunkt Rommelsheim ersetzt seit dem Fahrplanwechsel Ende 2019 den Haltepunkt Bubenheim, der knapp einen Kilometer weiter südlich lag. Ausstattung und Erscheinungsbild entsprechen dem üblichen Rurtalbahn-Standard. Es gibt Pläne, den Haltepunkt zum Kreuzungsbahnhof auszubauen, siehe auch Abschnitt Deutschlandtakt.

### Bahnhof Bubenheim

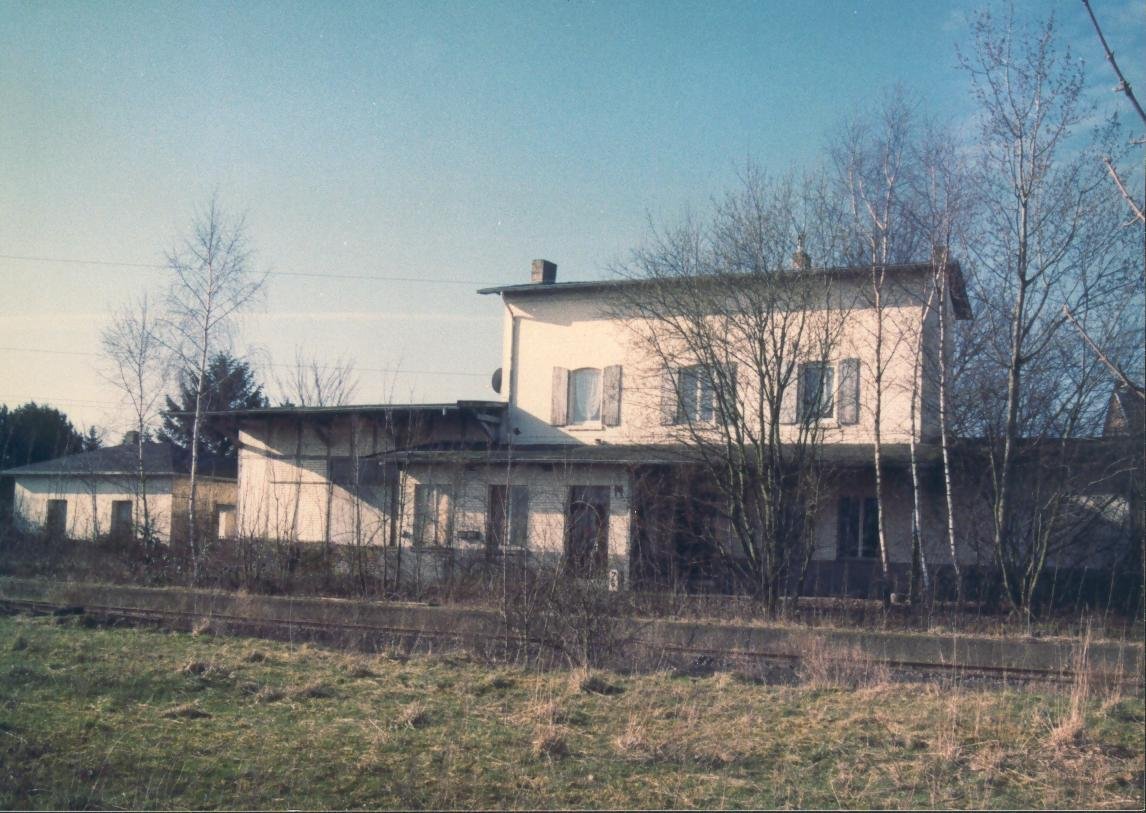
Ehemaliges Empfangsgebäude in Bubenheim

Der Bahnhof Bubenheim wurde 1880 an der Bördebahn am Streckenkilometer 7,6 eingerichtet. In den 1970er Jahren wurden die Panzer aus der Panzerkaserne in Düren (heute Automeile) hier über transportable Rampen auf Eisenbahnwaggons verladen. Dadurch entfielen die Fahrten durch die Innenstadt zur betonierten Verladerampe am Bahnhof Düren und Verkehrsbehinderungen durch die Panzerkolonnen wurden vermieden. Das Bahnhofsgebäude wurde seit 1982 nicht mehr für den Bahnbetrieb benutzt. Das Obergeschoss im Empfangsgebäude war anschließend noch als Wohnung vermietet. Bis zu seinem Abriss im Jahr 2014 war das Gebäude im Besitz der Buir-Bliesheimer Agrargenossenschaft.
1988 wurde das zweite Streckengleis zwischen Düren und Bubenheim zurückgebaut. Im Bereich des heutigen Haltepunkts ist das zweite Gleis noch teilweise vorhanden, aber nicht mehr an das Streckengleis angebunden. Neben dem Bahnhof lag der Haltepunkt Bubenheimer Spieleland, an dem zwischen 2010 und 2019 Personenzüge der Bördebahn hielten.

### Haltepunkt Jakobwüllesheim
Der Ort Jakobwüllesheim hat seit 1955 einen Haltepunkt (km 9,06) an der Bördebahn. Er liegt etwas außerhalb der Ortschaft. Dieser Haltepunkt hatte einige hundert Meter weiter in Richtung Vettweiß den Posten 6. Er diente zur Sicherung des dortigen beschrankten Bahnübergangs durch anwesendes Personal. Der Haltepunkt wurde 2013 zusammen mit dem Haltepunkt Nemmenich instand gesetzt und bis 2019 modernisiert.

### Haltepunkt Vettweiß

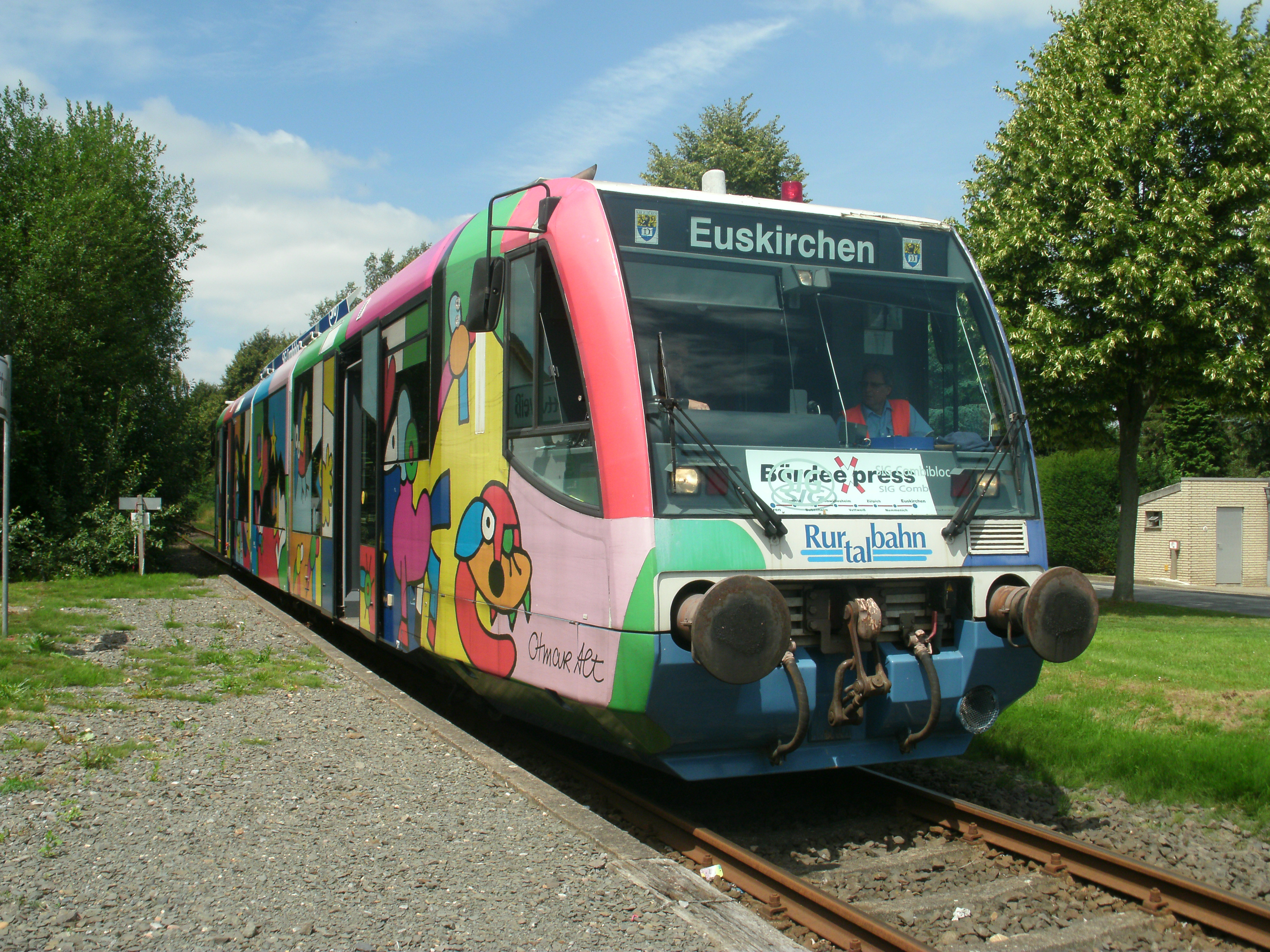
Bördeexpress im Haltepunkt Vettweiß

Von Nord nach Süd durchquert die Bördebahn die Gemeinde Vettweiß. Der Bahnhof lag am Streckenkilometer 12,96 und wurde 1864 zusammen mit der Streckeneröffnung in Betrieb genommen. Im nördlichen Bereich des Bahnhofs gibt es noch eine Rübenverladerampe, das einzige Relikt früheren Güterverkehrs. Das zugehörige Ladegleis wurde entfernt. Das Empfangsgebäude wurde verkauft, renoviert und wird privat genutzt. Im Garten des Gebäudes liegt noch ein Stück Gleis.
Der neu eröffnete Haltepunkt Vettweiß liegt am Streckenkilometer 12,78.

### Bahnhof Zülpich-Kappa

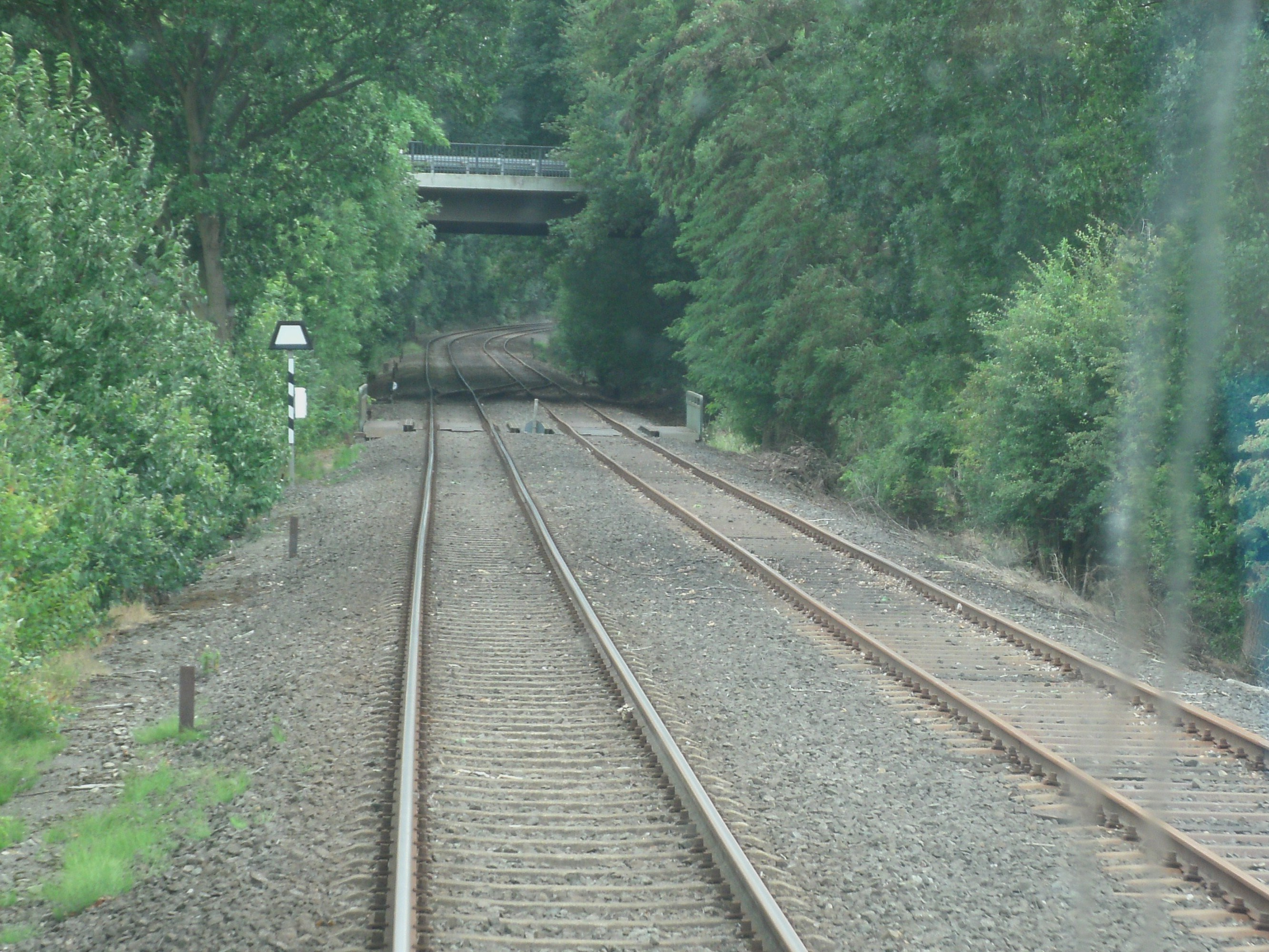
Trapeztafel als Bahnhofgrenze des Bahnhofs Zülpich-Kappa, rechts der Anschluss zur CAT Automobillogistik

Seit 2003 wird die Papierfabrik Smurfit Kappa Zülpich von der Rurtalbahn GmbH mit Braunkohle beliefert. Dieser Auftrag zur Kohlebelieferung bringt einen Jahresumfang von 38.000 Tonnen Braunkohle auf die Gleise zwischen Düren und Zülpich-Kappa. Für die Belieferung der Firma Kappa mussten deshalb neue Weichenverbindungen angelegt werden, und es wurde der Bahnhof Zülpich-Kappa als Betriebsstelle eingerichtet, an der die Güterzüge von und nach Düren enden beziehungsweise beginnen können.
Mit der Integration des Bahnhofs Zülpich in das ESTW Distelrath ist der Bahnhof Zülpich-Kappa als eigenständige Betriebsstelle entfallen und seitdem ein Teil des Bahnhofs Zülpich. Es bestehen Anschlüsse zur Zülpicher Industriebahn (CAT Automobillogistik) an der Weiche 1 sowie zur Zülpicher Industriebahn (Smurfit Kappa) an der Weiche 10.

### Bahnhof Zülpich
Der Bahnhof Zülpich wurde 1864 von der Rheinischen Eisenbahn-Gesellschaft errichtet und hatte neben dem Bahnhof für die Bördebahn auch ab 1908 Anschlüsse der Dürener und Euskirchener Kreisbahnen, denn dort befand sich zwischen 1908 und 1962 der Übergabebahnhof. 1959 stellte die EKB ihren Betrieb in Zülpich ein, 1963 folgte die DKB. Der Personenverkehr wurde zum 27. Mai 1983 mit der Stilllegung der Bördebahn eingestellt.
Von 1996 bis 2002 wurde der Betrieb ausschließlich durch die Deutsche Bahn durchgeführt, danach betrieb die Eisenbahngesellschaft im Bergisch-Märkischen Raum (EBM) bis 2006 den Güterverkehr von Zülpich bis Euskirchen. Das Bahnhofsgebäude ist neben dem vermieteten Lagerschuppen noch erhalten. Das Stellwerk Zf wurde renoviert und wird seit 2007 von der IG Rurtalbahn genutzt. Zwischenzeitlich wurde auch der Bahnsteig teilweise erneuert.
Im Rahmen der Reaktivierung für den Vollbetrieb wurden die Bahnsteige an den Gleisen 2 und 3 komplett erneuert. Die Züge in Richtung Euskirchen fahren von Gleis 2 ab, die Züge in Richtung Düren von Gleis 3. Gleis 4 ist ohne Bahnsteig und kann als Abstellgleis genutzt werden.

### Haltepunkt Nemmenich

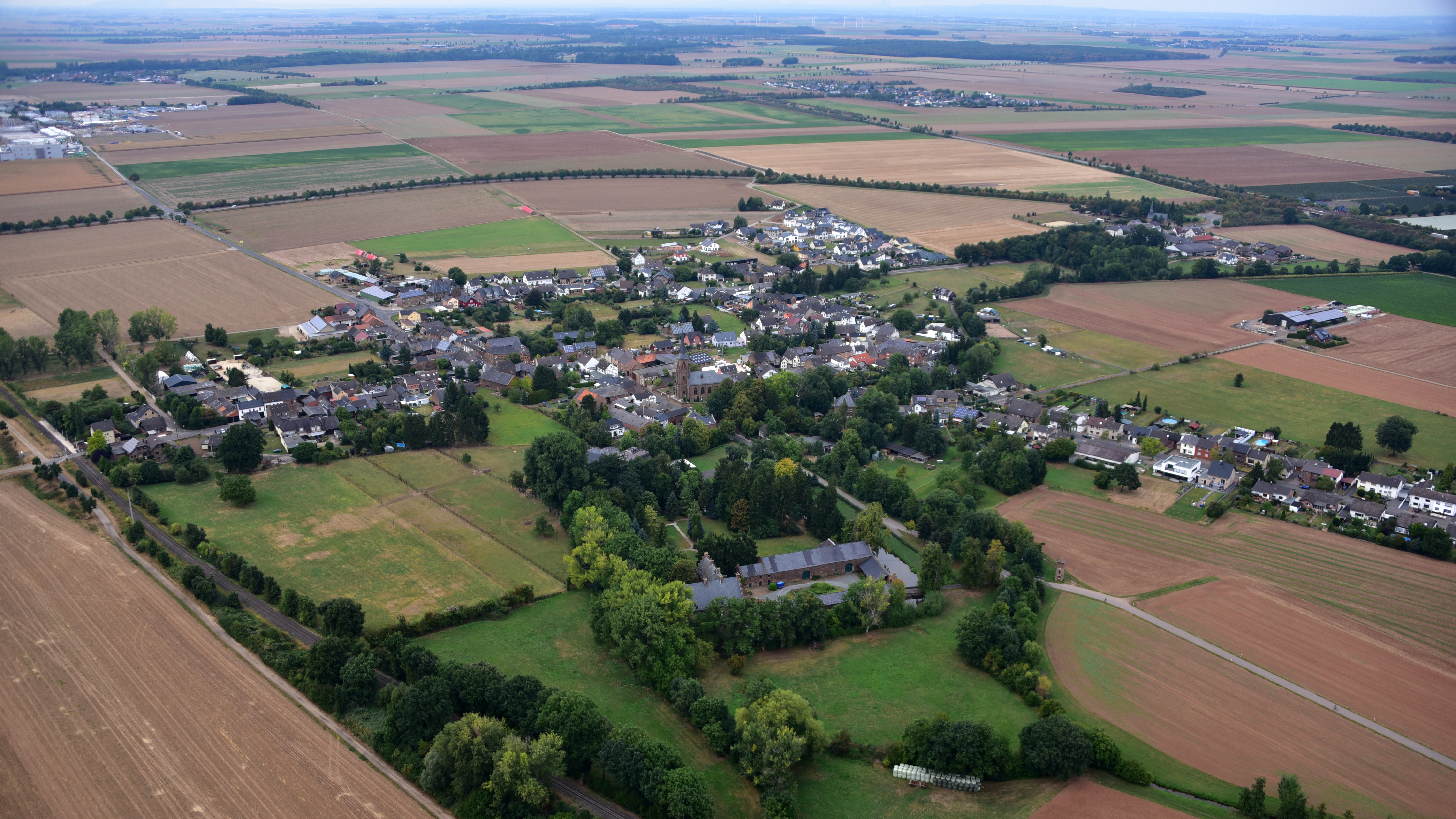
Der Haltepunkt Nemmenich in einer Luftbildaufnahme ist links im Bild zu sehen.

Der Haltepunkt Nemmenich wurde 1955 bei km 21,26 direkt am westlichen Ortsrand von Nemmenich gebaut und liegt am kleinen Weg Heerfahrt. Bei der Errichtung der 90 Meter langen Bahnsteigkante wurden Holzschwellen und Schienen verwendet, zudem befand sich hier anfangs ein Wartehäuschen.
Der Haltepunkt Nemmenich wurde im Mai 2012 überraschend durch DB Station&Service stillgelegt. Auch der Bördeexpress durfte nicht mehr halten. Hintergrund war eine Wirtschaftlichkeitsanalyse und der schlechte bauliche Zustand des Haltepunkts. Daraufhin übernahm die Stadt Zülpich den Haltepunkt und ermöglichte eine Wiederherrichtung, die auch durch die Bürgervereine pro Bördebahn angestrengt wurde. Der bestehende Bahnsteig wurde abgerissen und durch eine Neukonstruktion aus Beton ersetzt und zwei Laternen und Außenlautsprecher installiert. Der Haltepunkt konnte am 20. Juli 2013 wiedereröffnet werden und stand für die Verkehre zur Landesgartenschau 2014 zur Verfügung.
Unmittelbar am Bahnsteig von Nemmenich befindet sich der Schrankenposten 12, ein kleines Gebäude aus Ziegelstein, welches noch bis 2020 im Rahmen des Bördeexpress genutzt wurde und im selben Jahr einem Brand zum Opfer fiel.

### Haltepunkt Zülpich-Ülpenich
Im Rahmen der Reaktivierung der Strecke soll bis zum Jahr 2022 in Ülpenich ein neuer Haltepunkt mit einem Bahnsteig entstehen. Der Ort Ülpenich wird dann auch an die Bördebahn angebunden.

### Bahnhof Dürscheven
Bis zur Stilllegung der Verbindung im Jahr 1983 hatte Dürscheven einen eigenen Bahnhof, dieser wurde 1880 am Streckenkilometer 23,873 gebaut. Das renovierte Empfangsgebäude des Bahnhofs Dürscheven befindet sich in Privatbesitz und hat noch das Bahnhofsschild. Daher wird der Haltepunkt vom Bördeexpress derzeit nicht bedient. Am ehemaligen Bahnhof ist noch der frühere zweigleisige Ausbau der Bördebahn zu erkennen, eine Brücke hat bis heute einen Rest des zweiten Gleises. Im Bereich des Bahnhofs gab es zudem einen Anschluss zum gegenüber gelegenen Landhandel, welcher allerdings nicht mehr genutzt wird. Die Abzweigweiche und die zugewachsenen Gleisreste sind heute noch vorhanden. Der ehemalige Bahnhof wurde zuletzt als Anschlussstelle betrieben.
Ein Plan in der Streckenreaktivierung ist der Neubau eines Haltepunkts in Dürscheven. Dieser wird außerhalb des Geländes des sich in Privatbesitz befindenden alten Bahnhofs liegen.

### Haltepunkt Elsig
Der Ort Elsig hatte nie einen Haltepunkt, obwohl die Strecke direkt durch den Ort läuft. Bei Streckenkilometer 27,27 gab es ein Schrankenwärterhäuschen für einen Bahnübergang. Elsig hatte früher die Funktion einer Abzweigstelle, weil dort eine Verbindungsstrecke zur Eifelstrecke nach Trier abzweigte. Die Strecke zwischen Elsig und der Abzweigstelle Euenheim an der Eifelstrecke existierte 1923–1924 und 1942–1949, wobei sie bereits 1945 stillgelegt wurde. Sie wurde ausschließlich im Güterverkehr genutzt.
1960 wurde der Streckenverlauf zwischen Elsig und Euskirchen geändert. Die Strecke folgte ein Stück dem früheren Verlauf der Verbindungskurve in südliche Richtung, um dann über die Ingridhütte, die an einer Ausweichanschlussstelle einen Gleisanschluss erhielt, auf die Eifelstrecke einzuschwenken. Diese Abzweigung befindet sich bei km 28,7, ist jedoch unbenutzt.
Mit der Reaktivierung des Schienenpersonennahverkehrs im Dezember 2019 war vorgesehen, in Elsig einen neuen Haltepunkt am östlichen Ortsrand einzurichten. Die Errichtung des Haltepunkts Elsig wurde allerdings wegen der Einsprüche einiger Anwohner auf eine spätere Ausbauphase verschoben. Im Jahr 2022 konnte die Erneuerung der Bahnübergänge in Elsig abgeschlossen werden.

### Bahnhof Euskirchen

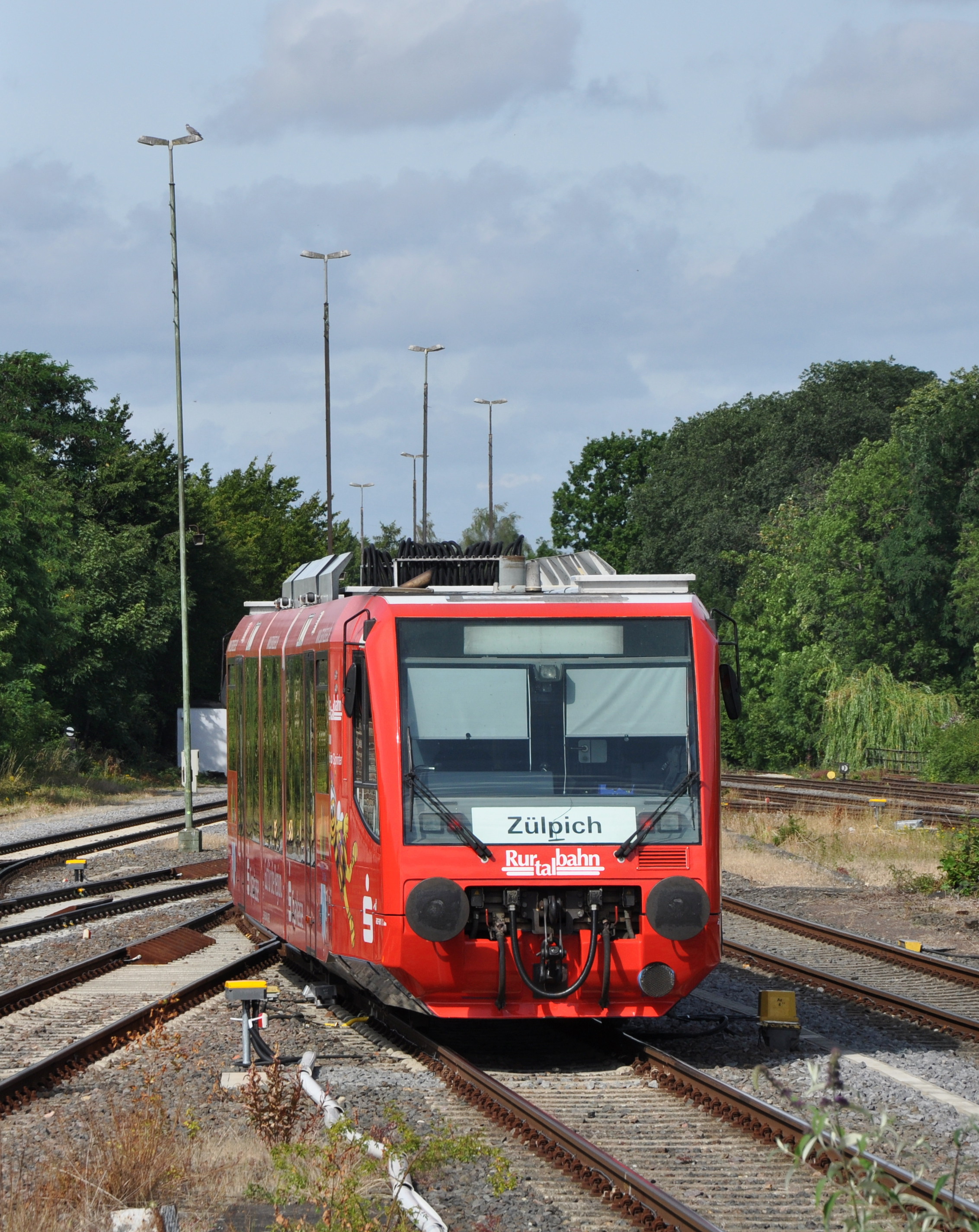
Eifel-Börde-Express im Bahnhof Euskirchen (Juli 2014)

Der Bahnhof Euskirchen ist der Endbahnhof der Bördebahn mit Streckenkilometer 29,816. Er wurde 1864 zusammen mit der Strecke in Betrieb genommen. Da die Eifelstrecke erst 1871 eröffnet wurde, war die Bördebahn zunächst die einzige Bahnverbindung in die Eifel, bei der Streckenfortführung in Richtung Mechernich musste stets in Euskirchen Kopf gemacht werden. Später fuhren die Züge der Bördebahn bis zur Stilllegung auf Gleis 47 ein, die Eifel-Bördebahn hielt danach an Gleis 4. Seit dessen Wiedererrichtung im Frühjahr 2021 fahren die Züge den Bahnsteig an Gleis 46 wieder an. Damit müssen Züge aus und in Richtung Zülpich nicht mehr die durchgehenden Hauptgleise der Eifelstrecke kreuzen.
Im Zuge der Reaktivierung der Strecke sollen in Euskirchen bis zu zwei neue Haltepunkte, an der Kommerner Straße (optional) und der Georgstraße, entstehen.